# Boogie Brasil
"Boogie Brasil" é uma canção do cantor e drag queen brasileiro Grag Queen, gravada para o seu primeiro álbum de estúdio. A canção foi escrita por Grag Queen, Pablo Bispo, Multhiago, Ruxell, TAP Sounds, Fraga, Shun, Natalia Ferlin e Mariana Carvalho, enquanto a produção ficou por conta de Pablo Bispo e Ruxell.
Foi lançada como o primeiro single do álbum de estúdio, em 10 de julho de 2025, através da Warner Music Brasil, marcando seu primeiro lançamento com a gravadora. A música apresenta uma batida pulsante e contagiante, característica dos ritmos do boogie, combinada com elementos do swing e influências do pop. A letra de "Boogie Brasil" reflete a energia e a vibração da música disco.

## Antecedentes
Em junho de 2025, Grag assinou com a Warner Music Brasil após sair da SB Music. Durante a divulgação da segunda temporada de Drag Race Brasil, Grag revelou que seu álbum de estreia seria um mix de pop, brasilidades, soul e blues. Em 6 de julho de 2025, Grag anunciou "Boogie Brasil" em suas redes sociais. Alguns dias depois, ela divulgou a data de lançamento e a capa do single.

## Histórico de lançamento
| Região | Data                | Formato(s)                 | Gravadora           | Ref. |
| ------ | ------------------- | -------------------------- | ------------------- | ---- |
| Várias | 22 de junho de 2023 | Download digital streaming | Warner Music Brasil |      |